# Isolmant-Premac-Vittoria
Isolmant-Premac-Vittoria is een Italiaanse vrouwenwielerploeg die vanaf 2006 als clubteam deel uitmaakt van het peloton en die vanaf 2018 een UCI-licentie heeft. De rensters komen in het baanwielrennen, in het veldrijden en in het wegwielrennen uit.
Sportdirecteur van de ploeg is oud-renner Giovanni Fidanza. Zijn dochters Arianna (2018-2019) en Martina (2017-2021) reden ook bij de ploeg.

## Overwinningen

### Baanwielrennen
2018
 Italiaans kampioen op de baan (keirin), Martina Fidanza
2019
 Italiaans kampioen op de baan (keirin), Martina Fidanza
2020
 Europees kampioen op de baan (ploegenachtervolging, U23), Martina Fidanza
 Europees kampioen op de baan (scratch, U23), Martina Fidanza
 Lets kampioen op de baan (omnium), Lina Svarinska
 Lets kampioen op de baan (puntenkoers), Lina Svarinska
2021
 Wereldkampioen op de baan (scratch), Martina Fidanza
 Europees kampioen op de baan (ploegenachtervolging, U23), Martina Fidanza
 Europees kampioen op de baan (koppelkoers, U23), Martina Fidanza
 Italiaans kampioen op de baan (koppelkoers), Martina Fidanza

### Veldrijden
2021
 Italiaans kampioen veldrijden U23, Francesca Baroni
Brugherio, Gaia Realini

### Wegwielrennen
2018
 Roemeens kampioen tijdrijden, Ana Maria Covrig
 Roemeens kampioen op de weg, Ana Maria Covrig
2019
Ronde van Taiyuan, Arianna Fidanza
 Roemeens kampioen tijdrijden, Ana Maria Covrig
 Roemeens kampioen op de weg, Ana Maria Covrig